# 第一屆中華民國國民大會代表
第一屆中華民國國民大會代表，於1947年（民國三十六年）11月21日至11月23日，中華民國舉行第一屆國民大會代表的選舉。代表總額3,045人（實際選出約2,961人），後來隨著中華民國政府播遷臺灣者因中国大陆失守以致長期並未進行改選。許多代表直到逝世前都未曾退職，未過世者則擔任至1991年12月31日方才退任，任期長達44年，被批評為萬年國會。
在最後一位代表洪文山於2025年5月30日逝世後，至此原第一屆國民大會代表均已離世。

## 概述

### 區域代表
- 全國各縣市及其同等區域，共有選舉單位2162個，應選出代表2,177名。惟其中四川省之興中、麥桑、農祥，及新疆省之布爾根[1]、七角井、烏河等六設治局，原未列為選舉單位，其應產生之代表，任其缺額，法定總額遂為2,171名。嗣以新疆省之七角井、烏河兩設治局，仍請各產生代表1名，經國民政府核准，故又增加2名，共總額為2,173名。惟廣西省之南寧、柳州、梧州三市以及金秀設治局，亦以各該單位未能依法成立，所有應選出之代表各1名，應任從缺，並經國民政府核准備案。是各縣市及其同等區域代表實際名額為2,169名，辦理結果，計選出2,141名。[2]
- 各省區域代表中，江蘇省如皋縣應選出3人，江蘇省江都、無錫、武進、吳縣、南通、東臺、阜寧、鹽城、泰縣、銅山縣；浙江省绍兴县；安徽省合肥、宿县、阜阳县；湖南省瀏陽、湘潭、湘鄉、岳陽、常德、衡陽、耒陽、邵陽縣；廣東省臺山、中山、南海縣；四川省富順、仁壽、簡陽、涪陵县；臺灣省臺中、臺南縣共計31縣應選出2人，餘區域各縣市均選出1人。

### 代表報到
- 第一次會議：民國37年（1948年）3月中旬，各地當選代表之當選證書，大部經各選舉事務所分別發給，各代表即按規定日期親往南京報到。截止3月28日止，報到代表計1,694人。依照國民大會組織法第八條起定，「國民大會非有代表過半數之出席，不得開議，」是時報到代表已超過開會之法定人數，因此第一屆國民大會第一次會議乃于37年3月29日舉行開會式。開會期間，各地代表陸續報到，至4月30日為止，全國已選出之代表為2,961人，已報到者為2,859人，大會閉會後仍有報到者，總計報到代表為2,878人。[3]

### 代表花絮
- 蔣中正為浙江省奉化縣選出之國民大會代表，然卻於南京市選區投票選舉陳裕光為南京國大代表。
- 郭登敖為教育會北區選出之第一屆立法委員，又是貴州省思南县國大代表候補人。[4]
- 潘士浩為工礦團體東區選出之第一屆國民大會代表，又是商業團體東區選出之第一屆立法委員候補人，併於民國39年（1950年）11月遞補為立法委員。

## 任期延長
1953年，蔣中正採納行政院建議以憲法第二十八條第二項國民大會代表任期規定「每屆國民大會代表之任期，至次屆國民大會開會之日為止」，行文國民大會秘書處，直接認定第一屆國民大會代表任期未滿。
1972年，國民大會增訂《動員戡亂時期臨時條款》，在憲法層級明定第一屆中央民意代表繼續行使職權，同時在自由地區增加中央民意代表名額，定期選舉。
1990年6月21日，司法院大法官發布釋字第261號解釋：「第一屆未定期改選之中央民意代表除事實上已不能行使職權或經常不行使職權者，應即查明解職外，其餘應於中華民國八十年十二月三十一日以前終止行使職權，並由中央政府依憲法之精神、本解釋之意旨及有關法規，適時辦理全國性之次屆中央民意代表選舉，以確保憲政體制之運作」。

## 代表遞補
1、第一屆國民大會第一次會議前或會議中之遞補

2、第一屆國民大會第二次會議召集前之代表聲報與遞補

- 關於第一屆國民大會代表選舉事務，中央政府原設有選舉總事務所負責辦理。該所奉令於民國37年（1948年）12月底結束，其未了事務由中華民國內政部繼續辦理。內政部接管後，經即分電各省市政府社會部及蒙藏委員會、僑務委員會查照，所有國民大會代表因故出缺，註銷，遞補案件，均由各省、市政府、社會部、蒙藏、僑務兩委員會依法辦理，轉由內政部呈請行政院轉報備案。嗣社會部裁撤，歸併內政部，其業務亦由內政部接辦。大陸淪陷後，此類案件，既統由內政部逕行依法處理，呈請行政院轉報備案。
- 其時在臺國民大會代表候補人迭以原單位代表未能來台，或因附匪（中共），明令通緝，或陷落匪區，行蹤不明，應請認為因故出缺，由候補人依次遞補，請予依法辦理等情事。當以國民大會代表選舉罷免法第29條規定，代表出缺時，自候補人依次遞補；又同法施行條例第58條規定，當選人因故出缺時，由候補人依次遞補。衡諸法例，僅係死亡或自請辭職，或由原選舉單位提出罷免案通過後，為因故出缺。至有少數代表附匪，已奉明令通緝者，究應如何處理，法無依據。內政部以該項附逆人員既經背叛國家，並經行政院查明屬實，明令通緝有案，似應註銷其名籍，所遺缺額，由候補人依次遞補。惟依照現行法令，如國民大會代表選舉罷免法第五條第一款規定，凡犯刑法內亂外患罪經判決確定者無被選舉權，此係國民大會代表當選以前之限制；當選後犯有該項罪名者，雖經前選舉總事務所釋明並得適用，但須經判決確定者為限；而事實上附匪人員，均潛居匪區，一時無法集緝獲，自不能適用上項規定。爰經內政部會同中華民國司法行政部於民國39年1月呈請行政院轉函立法院就國民大會代表選舉罷免法酌予修正，以資適用。惟經立法院審議，認為毋庸修正。因是國民大會代表出缺遞補，仍就原法令規定辦理。

- 迨至民國42年（1953年），第一屆國民大會代表候補人復以上述情事，書面申請依法遞補，奈與法例規定不合，無法處理。同時過去尚有部份代表資格問題，迄未解決。妥經研商，認為非另訂補充辦法完成立法程序，不能執行。既自內政部於1953年3月間擬具第一屆國民大會代表出缺註銷遞補補充條例草案，呈送第300次及第308次行政院會議修正通過，函請立法院審議。經立法院會議討論修正，完成立法程序，並經總統於民國42年10月1日明令公布。

- 第一屆國民大會職業團體及婦女團體代表缺額補充辦法第三條，係對依法簽署之中國國民黨黨員參加競選得票多數當選後退讓友黨，致未出席第一屆國民大會第一次會議者，得以分別補充缺額。（列席代表）至政黨提名候選人未獲膺選者，其當選為候補人而名次在前，原單位代表已經因故出缺時，應即依照第一屆國民大會代表出缺遞補補充條例之規定予以遞補，其餘無缺可補者，仍由內政部查案許其列席第二次會議，並經呈奉行政院《臺（43）內字第0902號令》核准轉報中華民國總統府備案。
- 依據《第一屆國民大會代表出缺遞補補充條例》第3條第2項之規定，第一屆國民大會代表行踪不明三年以上，並於政府公告期期內未向指定機關親行聲報者，視為因故出缺。又同條例第4條規定，第一屆國民大會代表候補人有該條例第2第3兩條情形者，喪失其候補資格。內政部主管代表出缺遞補事宜，自應依照規定辦理。惟為明暸國內外各代表及候補人動態起見，特訂完注意事項二項如左：
  - 甲、第一屆國民大會代表，應自民國42年10月10日起至同年12月底止，依照規定格式填表向內政部親行聲報。其逾期不聲報而行踪不明在三年以上者，視為因故出缺，依法註銷其名籍，由候補人依次遞補。
  - 乙、第一屆國民大會代表候補人，亦應於前項規定限期內依照規定格式填表親行聲報。公告期滿，原單位有代表出缺時，由聲報之候補人依次遞補。其逾期不聲報而行踪不明在三年以上者，即喪失其候補資格。
- 以上兩項注意事項，經由內政部於民國42年10月5日公告周知，並在臺北市中央、中華、新生各報，及香港之工商、華僑、香港時報等報紙上分別登載，俾各地代表與候補人均能依照規定，填表向部聲報。同時又分函中華民國外交部及僑務委員會轉函我國駐外各使領館及海外僑團，代為分別通知，以昭慎重。內政部並以代表聲報業務日益增繁，於民國42年10月專設國民大會代表選舉事務室負責辦理，並派該部專門委員王學裕為主任，高上佑為副主任。時間以六個月為限。（自42年10月至43年3月），並自10月10日起開始辦理代表及候補人聲報事宜。截至同年12月底聲報期限屆滿止，已聲報之代表共計1,401人，已聲報之候補人計有623人。經整理審核後，其間國民大會代表因故出缺依法註銷名籍者，計有423人，所遺缺額，由候補人依次遞補者，為242人。依照第一屆國民大會代表出缺遞補補充條例及缺額補充辦法規定分別遞補者。為159人，尚有缺額23人，無候補人申請遞補。總計第一屆國民大會代表已聲報及已遞補之總人數為1,643人。第二次會議報到1,578人，未報到65人。

3、第一屆國民大會第二次會議後之代表遞補

- 民國77年（1988年）3月11日總統令修正「國民大會代表選舉罷免法」暨「國民大會代表選舉罷免法施行條例」，並廢止「第一屆國民大會代表出缺遞補補充條例」，停止代表遞補，最後一位遞補的代表是江西省修水县的鄧策勳於同日（民國77年3月11日）公告遞補。[7]

## 代表名單
- 因該次代表選舉較為複雜，如代表投票後開票前病逝（已當選）；當選後病逝；當選後拒絕出席，當選後退讓（包括報到出席第一次會議後即辭職，其候補代表遞補後又報到出席第一次會議）；雙胞案；訴訟案導致選舉事務所未公佈當選名單）；訴訟案導致選舉事務所多次公佈當選名單），所以對於當選之代表尚無準確的統計。
- 包括直接選舉當選名單及退讓當選、遞補當選
- 凡姓名有Δ記號者係因退讓而當選之代表[8]

### 東北九省
- 遼寧省
- 安東省
- 遼北省
- 吉林省
- 松江省
- 合江省
- 黑龍江省
- 嫩江省
- 興安省

### 塞外及塞北四省
- 熱河省
- 察哈爾省
- 綏遠省
- 寧夏省

### 蒙古盟旗
中國蒙古族各盟旗選舉單位18個，應選國大代表57人（婦女代表6人），十一盟中每兩盟選出之代表8人中應有婦女代表1人（地區之劃分由蒙藏委員會分配），呼倫貝爾部和察哈爾八旗羣選出之代表8人中應有婦女代表1人。
| 選區                 | 名額 | 當選名單(蒙漢名)(當選證書證號) | 候補名單                                                         | 遞補人及遞補時間        | 備註                                                                         |
| -------------------- | ---- | --- | ---------------------------------------------------------------- | ----------------------- | ---------------------------------------------------------------------------- |
| 哲里木盟             | 4    | 金崇偉(科爾沁左後旗)(蒙國字第一號) 包晉祺(科爾沁左中旗)(蒙國字第二號) 白尚勤(科爾沁左前旗)(蒙國字第三號) 楊立君(女)(科爾沁左後旗)(蒙國字第四號)                                                       | 梁芝祥 包連芳 李憲章 包嘉敏(女)                                  | 包嘉敏(民國43年3月31日) |                                                                              |
| 卓索圖盟             | 4    | 白海風(喀喇沁右旗) 史秉麟(吐默特右旗) 邢復禮(喀喇沁右旗) 韓紹祖 | 蘇崇阿(吐默特右旗) 劉廉克 包鴻恩 恩和阿穆爾 白景畲               | 蘇崇阿 劉廉克           | 韓紹祖未出席，蘇崇阿曾出席第一次會議，係會議前遞補                           |
| 昭烏達盟             | 4    | 白雲梯(喀喇沁中旗)(蒙國字第五號) 卓力格圖(龔振鈞)(奈曼旗)(蒙國字第六號) 烏爾貢布(烏臻和)(巴林右旗) 篤多博(敖漢旗)                                                                                     | 僧格嘎力卜 關榮久 史耀青 金志超                                  | 史耀青(民國48年4月17日) |                                                                              |
| 錫林郭勒盟           | 4    | 阿格棟噶(烏珠穆沁右旗)(蒙國字第八號) 札奇斯欽(于寶衡)(喀喇沁右旗)(蒙國字第九號) 超克巴圖爾Δ(陳紹武)(喀喇沁左旗) 伍雲格爾勒(張若華)(女)(喀喇沁右旗)                                                      | 吳化民 蒙太 包拉達札佈 吉齊格(女)                                |                         |                                                                              |
| 烏蘭察布盟           | 4    | 巴雲英(女)(烏拉特後旗)(蒙國字第十號) 都格爾扎布(喀爾喀右旗) 寶得巴子爾Δ(賀守業)(烏拉特前旗) 拉布色拉朝珠爾(四子部落旗)                                                                                | 那木及拉色倫 索冉那木道布濟 朝克鏡札佈 額仁慶大賴(女)            |                         |                                                                              |
| 伊克昭盟             | 4    | 奇忠義(郡王旗)(蒙國字第十一號) 汪震東Δ(達爾濟旺楚克)(杭錦旗)(蒙國字第十二號) 奇文卿(札薩克旗) 賈文華(準噶爾旗)                                                                                        | 奇安慶 巴音吉爾格勒 礼穆斯任札佈〔又名奇景峰) 奇林寶(又名奇風嗚) |                         |                                                                              |
| 青海左翼盟           | 4    | 俄羅布仁慶(蒙國字第十三號) 官保加(蒙國字第十四號) 札喜才讓(女)(蒙國字第十五號) 張承邦(蒙國字第十六號)                                                                                                 | 祁建昌 汪丹萬秀 才勒 本巴                                        |                         |                                                                              |
| 青海右翼盟           | 4    | 才仁加(蒙國字第十七號) 戴海蘭本 安吉卓瑪(女) 陳秉淵 | 多爾傑 才保 洛桑香趣 第四名從缺                                  | 賽春阿                  |                                                                              |
| 巴圖塞特奇勒圖盟     | 4    | 達瓦 格恩當德爾(蒙國字第十九號) 道爾吉(蒙國字第二十號) 杜固爾(蒙國字第二十一號) | 巴都滿 金米提 普爾拜 夏日甫                                      | 金米提                  | 格恩當德爾未出席，金米提曾出席第一次會議，係會議前遞補                       |
| 烏拉恩素珠克圖四路盟 | 4    | 南路盟：西謀珍(女) 北路盟：策丹多爾濟 東路盟：賈自信 西路盟：魯宗札木甦 | 乃的未提 拉怕 孟學增 第四名從缺                                  |                         |                                                                              |
| 青塞特奇勒圖盟       | 4    | 易西(蒙國字第二十二號) 海玉祥(蒙國字第二十三號) 普爾布加甫 洪固爾(蒙國字第二十四號) | 恰克德 愛里克巴依爾 阿有任 阿拉不吉爾 諾若布 第四名從缺          | 恰克德 愛里克巴依爾     | 普爾布加甫、洪固爾未出席，愛里克巴依爾、恰克德曾出席第一次會議，係會議前遞補 |
| 伊克明安旗           | 1    | 關蔭南(蒙國字第二十五號) | 史中 張建中 梁之岩                                               |                         |                                                                              |
| 歸化土默特旗         | 1    | 榮寶麟 | 經天祿 任殿都 章濟人                                             |                         |                                                                              |
| 阿拉善霍碩特旗       | 1    | 陳那筍巴圖(陳玉峰) | 羅巴圖孟柯 張元忻 鄭禮範                                         |                         |                                                                              |
| 額濟納舊土爾扈特旗   | 1    | 牛頓(蒙國字第二十六號) | 賽不由 迭里格 第三名從缺                                         |                         |                                                                              |
| 呼倫貝爾部及布特哈部 | 4    | 胡格金台(敖岳山)(布特哈部巴彥旗)(蒙國字第二十七號) 紀效威(布特哈部巴彥旗)(蒙國字第二十八號) 達格瓦敖斯爾(呼倫貝爾部新巴爾虎左旗)(蒙國字第二十九號) 何兆麟(呼倫貝爾部索倫旗)(蒙國字第三十號)           | 郭永年 趙里格琦 阿勇绰克國 鄂慶祥                                |                         |                                                                              |
| 察哈爾八旗羣         | 4    | 烏雲畢利克Δ(趙城璧)(察哈爾明安旗)(蒙國字第三十一號) 胡鳳山(察哈爾右翼正黃旗)(蒙國字第三十二號) 巴音比利格Δ(樂竹芳)(女)(察哈爾明安旗)(蒙國字第三十三號) 郭木佈札普(察哈爾太僕寺左旗)(蒙國字第三十四號) | 吳震 富陵阿 赛春阿(女) 魯佈桑諾爾佈                              | 吳震                    |                                                                              |
| 綏東四旗             | 1    | 紀貞甫(察哈爾右翼正黃旗)(蒙國字第七號) | 賀華館 鲍印璽 高步雲                                             |                         |                                                                              |

### 西藏部分
藏区部分，計分西藏地方及暫時旅居內地西藏人民與省區藏民3種，共應選出代表40名，其西藏地方應選出14名，經選出13名，其中婦女1名，因限於西藏地方婦女不能參政，致少選1名。又暫時旅居內地西藏人民應選出代表11名，全部選出。省區藏民應選出代表15名，其間由西康選出6名，青海選出4名，甘肅選出3名，四川選出1名，雲南選出1名，均依法產生。

#### 西藏地方
| 選區     | 名額     | 當選名單 | 候補名單 | 遞補人及遞補時間 | 備註 |
| -------- | -------- | --- | -------- | ---------------- | ---- |
| 西藏地方 | 14（13） | 土丹桑布、土丹策丹、絳巴阿旺、丹巴彭錯、丹增唐恪、絳巴札喜、來希嘉錯、索朗旺堆（鎖朗汪堆）、班覺陳列、貢布策林、恪登班巴、凱卓旦巴（凱卓坦丹）、生格達結 |          |                  |      |

#### 暫時旅居內地西藏人民
| 選區                 | 名額 | 當選名單                                                                                       | 候補名單                                                                                   | 遞補人及遞補時間 | 備註 |
| -------------------- | ---- | ---------------------------------------------------------------------------------------------- | ------------------------------------------------------------------------------------------ | ---------------- | ---- |
| 暫時旅居內地西藏人民 | 11   | 滇增堅贊、拉敏益西楚臣、計晋美、宋之樞、洛桑喜饒、羅圖丹、計羅秀英、高洛桑、羅桑、明慈仁、丹巴 | 洛巴珠固佛、班麻加保、王含道、商圖丹、噶青錯尼、森康巴官、普贊、羅旺、巴登、登佳、拉唐春明 |                  |      |

#### 省區藏民
| 選區   | 名額 | 當選名單                                         | 候補名單                             | 遞補人及遞補時間 | 備註 |
| ------ | ---- | ------------------------------------------------ | ------------------------------------ | ---------------- | ---- |
| 西康省 | 6    | 陳强立、鄧珠娜姆、賈孟康、吴香蘭、華崇俊、張化初 |                                      |                  |      |
| 青海省 | 4    | 章嘉呼圖克圖、喜饒嘉錯、古嘉賽、韓樹蘭           | 關世平、桑熱嘉錯、溫存永、第四名從缺 |                  |      |
| 甘肅省 | 3    | 楊復興、黄正清、楊世傑                           | 雷兆祥、孔繼周、楊國華               |                  |      |
| 四川省 | 1    | 華爾功成烈                                       |                                      |                  |      |
| 雲南省 | 1    | 多吉                                             | 董紹舒                               |                  |      |

### 各院轄市代表

#### 南京市
南京市國大代表選舉，於11月21日至23日舉行，第一日為婦女團體投票，共設31投票所，第二日為職業團體投票，共設67投票所，第三日為區域投票，共設93投票所，選舉竣事後，分七處開票，選舉結果於12月2日由本市選舉事務所公佈如次：㈠區域選舉：陳裕光56415票，劉詠堯42700票，陳紀彝(女)14664票，賴佩文(女)8683票，杜崇法5311票。根據規定，本市國大代表須有一名女性，故陳裕光、陳紀彝正式當選，劉詠堯、賴佩文、杜崇法三人候補，其餘各人所得票數如次：胡萬億3712票，董育華3208票(中途放棄),吳棣芬966票，陸元浩574票，另廢票868票，合計此項參加區域投票者137101人。
| 選區   | 名額 | 當選名單           | 候補名單                   | 遞補人及遞補時間 | 備註 |
| ------ | ---- | ------------------ | -------------------------- | ---------------- | ---- |
| 南京市 | 2    | 陳裕光、陳紀彝(女) | 劉詠堯、賴佩文(女)、杜崇法 |                  |      |

#### 上海市
| 選區   | 名額 | 當選名單                                                                        | 候補名單                                                                              | 遞補人及遞補時間              | 備註 |
| ------ | ---- | ------------------------------------------------------------------------------- | ------------------------------------------------------------------------------------- | ----------------------------- | ---- |
| 上海市 | 10   | 潘公展 方治 杜月笙 錢大鈞 錢新之 劉維熾 陳啟天(青年黨) 姜懷素 汪子奎 金振玉(女) | 鄭子良 金九林 董幹文 徐亮 顧錦藻 陸英耕 毛子佩 葉榮章 金侯城(民社黨) 汪真(民社黨)(女) | 金九林(民國41年5月9日) 金侯城 |      |

#### 北平市
| 選區   | 名額 | 當選名單                   | 候補名單 | 遞補人及遞補時間 | 備註 |
| ------ | ---- | -------------------------- | -------- | ---------------- | ---- |
| 北平市 | 3    | 許惠東、樓兆元、吴慕墀(女) | 英千里   | 英千里           |      |

#### 天津市
選舉結果：張伯苓132217票、時子周60555票、李淑敏7456票當選；李墨元23856票、富健康4789票、盧毅仁1547票
| 選區   | 名額 | 當選名單                   | 候補名單                   | 遞補人及遞補時間       | 備註 |
| ------ | ---- | -------------------------- | -------------------------- | ---------------------- | ---- |
| 天津市 | 3    | 張伯苓、時子周、李淑敏(女) | 李墨元、富健康、盧毅仁(女) | 李墨元(民國40年5月4日) |      |

#### 青島市
| 選區   | 名額 | 當選名單 | 候補名單 | 遞補人及遞補時間 | 備註 |
| ------ | ---- | -------- | -------- | ---------------- | ---- |
| 青島市 | 1    | 孫方錫   | 談明華   | 談明華           |      |

#### 重慶市
| 選區   | 名額 | 當選名單           | 候補名單 | 遞補人及遞補時間          | 備註 |
| ------ | ---- | ------------------ | -------- | ------------------------- | ---- |
| 重慶市 | 2    | 石孝先、楊潤平(女) | 盧俊卿   | 盧俊卿（民國41年7月24日） |      |

#### 大連市
| 選區   | 名額 | 當選名單 | 候補名單 | 遞補人及遞補時間 | 備註 |
| ------ | ---- | -------- | -------- | ---------------- | ---- |
| 大連市 | 1    | 高心一   |          |                  |      |

#### 哈爾濱市
| 選區     | 名額 | 當選名單 | 候補名單 | 遞補人及遞補時間 | 備註 |
| -------- | ---- | -------- | -------- | ---------------- | ---- |
| 哈爾濱市 | 1    | 莫德惠   |          |                  |      |

#### 廣州市
| 選區   | 名額 | 當選名單           | 候補名單       | 遞補人及遞補時間        | 備註 |
| ------ | ---- | ------------------ | -------------- | ----------------------- | ---- |
| 廣州市 | 2    | 劉紀文、林苑文(女) | 胡文燦、羅潔蘊 | 羅潔蘊(民國46年12月2日) |      |

#### 漢口市
| 選區   | 名額 | 當選名單           | 候補名單       | 遞補人及遞補時間         | 備註 |
| ------ | ---- | ------------------ | -------------- | ------------------------ | ---- |
| 漢口市 | 2    | 張瀰川、吴錦南(女) | 郭仿儀、成開勛 | 成開勛(民國53年12月22日) |      |

#### 西安市
| 選區   | 名額 | 當選名單 | 候補名單 | 遞補人及遞補時間 | 備註 |
| ------ | ---- | -------- | -------- | ---------------- | ---- |
| 西安市 | 1    | 孫蔚如   |          |                  |      |

#### 瀋陽市
| 選區   | 名額 | 當選名單           | 候補名單 | 遞補人及遞補時間 | 備註 |
| ------ | ---- | ------------------ | -------- | ---------------- | ---- |
| 瀋陽市 | 2    | 張寶慈、潘香凝(女) | 紉蘭     | 紉蘭             |      |

### 各民族在邊疆地區選出者
各民族在邊疆地區選出者，計分土著民族及滿族兩種，土著民族僅限於雲南、貴州、西康、四川、廣西、湖南等六省之土著民族而言，此六省之土著民族應選出之代表名額為十七名，計雲南四名，貴州三名，西康四名，四川二名，廣西二名，湖南二名，均經全部選出。滿族選出者，其地區指定為東北九省二市及前清滿兵主要駐地，如南京市、北平市、天津市、迪化市、廣州市、杭州市、長沙市、歸綏市、成都市、及河南開封、湖北荊門等地區共應選出代表十七名，辦理結果，均依法產生。

#### 土著民族
| 選區   | 名額 | 當選名單                                              | 候補名單 | 遞補人及遞補時間 | 備註                         |
| ------ | ---- | ----------------------------------------------------- | -------- | ---------------- | ---------------------------- |
| 雲南省 | 4    | 龍美瑩、李呈祥、龍志鈞、隴耀                          |          |                  |                              |
| 貴州省 | 3    | 楊慧芬、王蘭馨、陳為瑾                                |          |                  |                              |
| 西康省 | 4    | 倮族（3）：王濟民、吉紹虞、傅正達 西番族（1）：楊珍權 |          |                  |                              |
| 四川省 | 2    | 李仕安、索觀瀛                                        |          |                  |                              |
| 廣西省 | 2    | 黄在中、譚國發                                        |          |                  |                              |
| 湖南省 | 2    | 石啟貴、龍恩普                                        |          |                  | 龍恩普又名皋如(或高如、膏如) |

#### 滿族
| 選區 | 名額 | 當選名單 | 候補名單 | 遞補人及遞補時間            | 備註 |
| ---- | ---- | --- | --- | --------------------------- | ---- |
| 滿族 | 17   | 洪鈁 金鎮(遼寧) 富伯平(瀋陽市) 黄炳寰(遼寧開原) 溥儒(北平市) 戴鼎(南京市) 富仕仁 趙靖黎(遼寧遼中) 唐君武(北平) 唐舜君(女)(北平) 傅繼良 洪明峻(南京市) 金光平 庫耆隽(綏遠歸綏) 王虞輔(綏遠歸綏) 富保昌 關吉罡 | 馬冕群(女)(浙江杭州) 吳雲鵬(吉林永吉) 費燕之 黃大爲 唐俊 李薌樹 關和璋 關穎凱 鮑靜安(北平市) 金湯 金麓漴(啟孮) 關麗生 安世瓚 畢天民 音德善 富聖廉(吉林永吉) 金迺衡 | 馬冕群 吳雲鵬 鮑靜安 富聖廉 |      |

### 內地生活習慣特殊國民代表
內地生活習慣特殊國民之選舉，係指全國性回民選舉（因國民政府認為回族係漢族之分支而非民族）。凡屬居住各地有選舉權之回民均可參加，不受地域之眼制，共應選出代表十七名，辦理結果，均經依法產生。
總選所民國卅七年（1948年）1月17日，公布十七名當選國代名單：馬鴻逵、馬伯安、馬紹武、古希賢、馬步青、馬啟邦、張永順、吳九如、閔湘帆、常子春、龔御眾、馬福林、孫繩武、楊震清、丁正熙、安 舜、馬佩璋(女)。候補名單：于樂亭、馬策、許曉初、薛文波、吳桐、翁毅、鐵松颺、馬獨青、馬天英、穆道厚、蔡鑑、馬閣麟、溫少鶴、馬秀峰、石振庭、石雲溪(女)
| 選區 | 名額 | 當選名單 | 候補名單 | 遞補人及遞補時間                      | 備註                   |
| ---- | ---- | --- | --- | ------------------------------------- | ---------------------- |
| 回民 | 17   | 馬鴻逵 馬伯安（雲南省） 馬紹武 古希賢 馬步青 馬啟邦 張永順 吳九如 閔湘帆 常子春 龔御眾 馬福林 孫繩武 楊震清 丁正熙 安 舜 馬佩璋(女) | 于樂亭 馬策 許曉初 薛文波 吳桐 翁毅 鐵松颺 馬獨青 馬天英 穆道厚 蔡鑑 馬閣麟 溫少鶴 馬秀峰 石振庭 石雲溪(女) | 馬 策 許曉初 翁 毅 穆道厚Δ 石雲溪(女) | 馬佩璋放棄競選，未出席 |

### 僑居國外國民選出之代表
僑居國外國民選出之代表，計分四十一區，共應選出代表六十五名，其能順利進行選舉者，計有第一區美國西部，第二區美國中部，第三區美國東部，第四區加拿大，第五區檀香山，第六區墨西哥，第七區巴拿馬，薩爾瓦多等地，第八區秘魯，巴西等地，第九區智利，阿根廷等地，第十區古巴，第十一區占美加等地，第十五區大溪地及附近各島，第十七區澳門，第十九區朝鮮，第二十三區印度及亞洲西南各國，第四十區歐洲及蘇聯，第四十一區非洲及馬達加斯加各島，共十七區，已選出代表二十二名，其餘二十四區，以種種原因，不能進行選舉或計票，經國民政府核准暫緩辦理。 
| 選區       | 地區 | 名額 | 當選名單                     | 候補名單                   | 遞補人及遞補時間                                | 備註             |
| ---------- | --- | ---- | ---------------------------- | -------------------------- | ----------------------------------------------- | ---------------- |
| 第一區     | 美國之美西 | 3    | 黄仁俊、陳篤周、周蔡鳳有(女) | 陳邦彥、林香泉、阮俠清(女) |                                                 | 婦女代表1人      |
| 第二區     | 美國之美中 | 1    | 梅友卓                       | 司徒一平、李偉泮           |                                                 | [ 73 ]           |
| 第三區     | 美國之美東 | 2    | 伍天生、陳中海               | 李覺之、陳兆明             | 李覺之(民國48年3月25日)                         | [ 76 ]           |
| 第四區     | 加拿大 | 2    | 黄景燦、張子田               | 李樂天                     | 李樂天(民國43年3月9日)                          | [ 80 ]           |
| 第五區     | 檀香山及附近各島 | 1    | 林燦英                       | 何文炯                     | 何文炯(民國66年8月25日)                         |                  |
| 第六區     | 墨西哥 | 1    | 譚新民                       | 黃煥富、李棟偉             | 李棟偉(民國54年10月14日)                        |                  |
| 第七區     | 巴拿馬、掘地孖拉、薩爾瓦多、尼加拉瓜、鬨多拉斯、馬拿瓜、哥斯德黎加 | 1    | 鄭榮凱                       |                            |                                                 |                  |
| 第八區     | 祕魯、巴西、厄瓜多、委內瑞拉、基阿拿、可侖比亞及附近地方 | 1    | 潘勝元                       | 胡兆允                     |                                                 |                  |
| 第九區     | 智利、阿根廷、巴拉圭、烏拉乖、玻利非亞及附近地方 | 1    | 鄭藻文                       | 孫邦華                     | 孫邦華(民國43年2月17日)                         |                  |
| 第十區     | 古巴 | 2    | 張培梓、許榮暖               |                            |                                                 |                  |
| 第十一區   | 占美加、聖多明谷、海地、千里達及附近地方 | 1    | 曾公義                       |                            |                                                 |                  |
| 第十二區   | 菲律濱之宿務、朗芒芽地、三寶顏、蘇洛、古達嗎島及附近地方 | 1    |                              |                            |                                                 |                  |
| 第十三區   | 菲律濱之馬尼剌、怡朗、杉嗎、禮智及北呂宋附近各島 | 2    |                              |                            |                                                 |                  |
| 第十四區   | 澳洲、新西蘭飛校、薩摩亞群島、新幾內亞東部及附近各島 | 1    |                              |                            |                                                 | 選票封存暫從緩辦 |
| 第十五區   | 大溪地（Tahiti）、法屬細黎群島、索晒厄替群島（Society）、奧斯特剌爾群島（Austral）、瓦維達島、拉巴島、奴喀希法島（Nukahiva）、馬尼希基群島（Manihiki）、低群島（Low）、千俾爾群島（Gambier）、瑪盔撒群島（Marquesas）、里瓦俄島、英屬哈德孫島（Henderson）、匹特揆綸島（Pitcairn）、度栖島（Ducie）、哈羅林群島、斯塔巴克島（Starbuck）、維斯拖克島（Vostok）及附近各島 | 1    | 余晋堅                       |                            |                                                 |                  |
| 第十六區   | 香港 | 4    |                              |                            |                                                 | 婦女代表1人      |
| 第十七區   | 澳門 | 1    | 李秉碩                       | 葉向榮                     | 葉向榮(民國56年11月30日)                        |                  |
| 第十八區   | 日本 | 1    |                              |                            |                                                 |                  |
| 第十九區   | 朝鮮 | 1    | 王興西                       | 王公溫、孫廣安             | 王公溫(民國53年4月21日) 孫廣安(民國71年5月29日) |                  |
| 第二十區   | 安南之南圻、高棉 | 2    |                              |                            |                                                 |                  |
| 第二十一區 | 安南之中圻、北圻、老撾 | 1    |                              |                            |                                                 |                  |
| 第二十二區 | 緬甸 | 2    |                              |                            |                                                 |                  |
| 第二十三區 | 印度及亞洲西南各國 | 1    | 李渭濱                       | 陳林虎、余緒賢、秦鳴芳     |                                                 |                  |
| 第二十四區 | 暹羅之曼谷 | 3    |                              |                            |                                                 | 婦女代表1人      |
| 第二十五區 | 暹羅之佛統、叻呸、通扣、萬崙、宋卡、北大年 | 2    |                              |                            |                                                 |                  |
| 第二十六區 | 暹羅之大城、北柳、柯叻、武溫 | 2    |                              |                            |                                                 |                  |
| 第二十七區 | 暹羅之華富里、彭世洛、洛坤、南邦、青邁 | 2    |                              |                            |                                                 |                  |
| 第二十八區 | 新加坡 | 3    |                              |                            |                                                 | 婦女代表1人      |
| 第二十九區 | 馬六甲及附近地方 | 1    |                              |                            |                                                 |                  |
| 第三十區   | 柔佛及附近地方 | 1    |                              |                            |                                                 |                  |
| 第三十一區 | 雪蘭莪及附近地方 | 1    |                              |                            |                                                 |                  |
| 第三十二區 | 森美蘭、彭亨、吉蘭丹、丁家奴及附近地方 | 1    |                              |                            |                                                 |                  |
| 第三十三區 | 霹靂及附近地方 | 1    |                              |                            |                                                 |                  |
| 第三十四區 | 檳榔嶼、吉打、玻璃市 | 1    |                              |                            |                                                 |                  |
| 第三十五區 | 英屬婆羅洲 | 1    |                              |                            |                                                 |                  |
| 第三十六區 | 爪哇、及巴里島、龍目島、馬都拉及附近各島 | 4    |                              |                            |                                                 | 婦女代表1人      |
| 第三十七區 | 蘇門答臘及附近各島 | 3    |                              |                            |                                                 | 婦女代表1人      |
| 第三十八區 | 荷屬婆羅洲及附近各島 | 2    |                              |                            |                                                 |                  |
| 第三十九區 | 西里伯島及葡屬帝文、新幾內亞西部與附近各島 | 1    |                              |                            |                                                 |                  |
| 第四十區   | 歐洲及蘇聯 | 1    | 葉蕃                         | 馬文山                     |                                                 |                  |
| 第四十一區 | 非洲及法屬馬達加斯加、英屬毛里斯、法屬留尼汪與附近各島 | 1    | 陳静波                       | 張景明、李伯宇             | 李伯宇(民國43年2月5日)                          |                  |

### 《第一屆國民大會名錄》（民國50年10月）書末所列之未指明當選單位之代表
即係列席代表，後多數人相繼遞補，詳見相關各省代表名單
- 王成聖（西康冕寧人）：民国72年4月18日遞補為西康省冕寧縣代表
- 白崇德（河南寶豐人）：民國51年5月18日遞補為河南省寶豐縣代表
- 王俊傑（山東聊城人）（女）：民國75年4月26日遞補為青島市婦女團體代表
- 辛先椿（湖南澧縣人）：當為辛仙椿，湖南省澧縣候補代表
- 汪瑞年（安徽繁昌人）：安徽省繁昌縣候補代表
- 吳道南（廣東萬寧人）：廣東省萬寧縣候補代表
- 吳化鵬（蒙古昭烏達盟人）：
- 吳墉祥（山東棲霞人）：
- 李士賢（河南許昌人）：民國62年10月26日遞補為河南省許昌縣代表
- 李錫五（陝西褒城人）：
- 李常泰（廣東新豐人）：民國64年8月18日遞補為廣東省新豐縣代表
- 林尹（浙江瑞安人）：民國54年6月30日遞補為浙江省瑞安縣代表
- 姚玉珏（哈爾濱市人）（女）：
- 秦亦文（山東新泰人）：
- 胡嘉詔（江西興國人）：
- 高占鐸（河北定縣人）：民國76年1月8日遞補為河北省定縣代表
- 高鵬雲（安東鳳城人）：民國52年4月15日遞補為安東省安東市代表
- 許延俊（安徽來安人）：
- 孫江左（江蘇金壇人）：江蘇省金壇縣候補代表
- 陳偉烈（浙江磐安人）：
- 陳煥章（廣東饒平人）：
- 喬修梁（山東泗水人）：山東省泗水縣候補代表
- 張艾媛（遼寧金縣人）（女）：民國73年2月20日遞補為遼寧省金縣代表
- 童世荃（安徽嘉山人）：民國71年12月24日遞補為安徽省嘉山縣代表
- 黃錚（廣東惠來人）：民國55年8月29日遞補為廣東省惠來縣代表
- 鄒代淼（湖南隆回人）：
- 葛英華（江蘇睢寧人）：
- 葉祖灝（河南商城人）：民國66年7月8日遞補為河南省商城縣代表
- 楊伯履（廣東曲江人）：
- 齊維城（遼寧義縣人）：
- 蓋慶成（江蘇高郵人）：民國65年2月6日遞補為江蘇省農會代表
- 潘錦端（山西榮河人）（女）：
- 蔣默掀（湖南新田人）：民國68年9月20日遞補為湖南省新田縣代表
- 劉鳳儀（陝西鳳翔人）（女）：
- 鄭曼青（浙江永嘉人）：
- 劉鎮越（湖南隆回人）：
- 閻鴻聲（嫩江甘南人）：
- 韓公佛（河南博愛人）：
- 韓克溫（山西曲沃人）：

### 總統府公報未詳細注明遞補單位及名單之代表
- 張一中（吉林省敦化縣）等七人，係現任監察委員[103]
- 江蘇等省市區域國民大會代表或候補人[104]
- 全國性職業團體，婦女團體，及地方性職業團體，婦女團體國民大會代表及候補人[105]
- 全國性邊疆民族（滿族）暨內地生活習慣特殊，及蒙古區域國民大會代表或候補人[106]
- 全國性及地方性職業及婦女團體代表何輯屏等四人，候補人謝瑞琪等七人[107]
- 福建等省區域國民大會代表或候補人[108]
- 浙江等九省市區域國民大會代表或候補人[109]
- 安徽等八省區域國民大會代表或候補人共十三人[110]
- 福建等十一省區域國民大會代表或候補人[111]
- 福建、河南等十一省區域國民大會代表或候補人[112]
- 國民大會江蘇等省區域代表羅奕民（江蘇省如皋縣）等七人及候補人胡開瑩（四川省新津縣）等四人[113]
- 國民大會職業團體及婦女團體代表阮鴻鑑（鹽業工會）等四十六人[114]
- 福建省晉江縣等區域國民大會代表楊文照等及候補人林夢飛等[115]